# Röglinger Tal
Das Röglinger Tal ist ein Tal nördlich des namensgebenden Rögling, südlich von Langenaltheim und nordwestlich von Mühlheim, Bayern. Durch das Tal verlaufen die Grenzen zwischen den Landkreisen Weißenburg-Gunzenhausen, Donau-Ries und Eichstätt und damit zwischen den bayerischen Regierungsbezirken Mittelfranken, Schwaben und Oberbayern sowie zwischen den Kulturräumen Frankens, Schwabens und Altbayerns. Eine Stele markiert das „Dreiländereck“. Zugleich liegt im Tal der südlichste Punkt Mittelfrankens. Das Tal liegt am Übergang der Weißenburger Alb in die Eichstätter Alb und in die Monheimer Alb.
Durch das Tal fließt die Gailach, ein rechter Zufluss der Altmühl. Im Sommer versickert unterhalb von Warching die Gailach komplett im Untergrund, jedoch im Winter ist der Abfluss so hoch, dass der Bach durch das untere, normalerweise trockene Tal bis nach Mühlheim fließen kann. Im Sommer tritt das versickerte Wasser in der Gailachquelle wieder aus. Durch das Tal verlaufen ein Radweg, ein Wanderweg und die Kreisstraße EI 3/DON 21. Nördlich liegt das Waldgebiet Oberholz. Das Röglinger Tal liegt inmitten des Naturparks Altmühltal und inmitten eines Landschaftsschutzgebiets.